# Суперкубок Брунею з футболу 2002
Суперкубок Брунею з футболу 2002  — 1-й розіграш турніру. Матч відбувся 17 травня 2003 року між чемпіоном Брунею клубом ДПММ та володарем Кубка Брунею клубом Віджая.
| Володар Суперкубка Брунею 2002 |
| ------------------------------ |
|                                |
| ДПММ Перший титул              |

## Матч

### Деталі
| 17 травня 2003 |

| ДПММ | 2:1 | Віджая |
| ---- | --- | ------ |
|      |     |        |

|  |